# COSAG

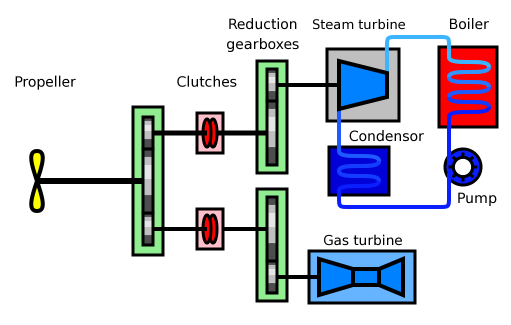
Schema del sistema di propulsione COSAG

Il sistema COSAG, acronimo di Combined Steam and Gas o sistema combinato a vapore e a gas è un sistema di propulsione navale che usa una combinazione di turbine a vapore e turbine a gas. Il sistema di trasmissione fornisce la potenza delle turbine a vapore o delle turbine a gas o di entrambi alle eliche. Le turbine a vapore vengono utilizzate per le velocità di crociera e le turbine a gas per gli spunti di alta velocità o improvvise partenze.
Questo sistema viene usato nella Royal Navy sulle unità della Classe County e della Classe Tribal.
La portaerei spagnola Dédalo utilizza anche questo sistema.